# 10017 Jaotsungi
10017 Jaotsungi este un asteroid din centura principală, descoperit pe 30 octombrie 1978, de Purple Mt. Ob..